# Bela fortis
Bela fortis é uma espécie de gastrópode da família Mangeliidae.